# Trichomanes galeottii
Trichomanes galeottii är en hinnbräkenväxtart som beskrevs av Fourn. Trichomanes galeottii ingår i släktet Trichomanes och familjen Hymenophyllaceae. Inga underarter finns listade.